# ふくれな
ふくれな（fukurena、1999年9月24日 - ）は、日本のYouTuber、コスメプロデューサー。本名は恵川 麗奈（えがわ れな）。旧姓は福森（ふくもり）。MERCVRY所属。

## 来歴
2015年9月10日、高校1年生の時に、美容系YouTuber「ふくれな」として活動を開始。
2016年、YouTuberのM君と交際を開始。同棲をきっかけに共同YouTubeチャンネル「えむれな」を開設し、カップルYouTuberとして活動を開始。
2017年5月23日、初めてすっぴんを晒した動画を投稿したことで、「詐欺メイク」が話題を呼んだ。
2018年10月17日、YouTubeチャンネルの登録者数が100万人を突破。
2020年6月20日、著書『ドブ女の逆襲』を出版。同年7月1日、コスメブランド「CipiCipi（シピシピ）」のプロデュースを開始。
2021年1月25日、M君との破局を報告し、「えむれな」としての活動を終了。
2022年12月2日、YouTuber事務所のCarry Onに入所。翌年6月30日、Carry Onからの退所を発表。その後、MERCVRYに所属。
2023年11月22日、YouTuberのがーどまんとの結婚を発表し、共同YouTubeチャンネル「エガワ家」を開設。

## 書籍

### 著書
- ドブ女の逆襲（宝島社、ISBN 978-4299002792、2020年6月20日）

### フォトブック
- えむれな SPECIAL FANBOOK 憧れカップルのすべて（KADOKAWA、2019年2月7日）